# 平凉路 (上海)

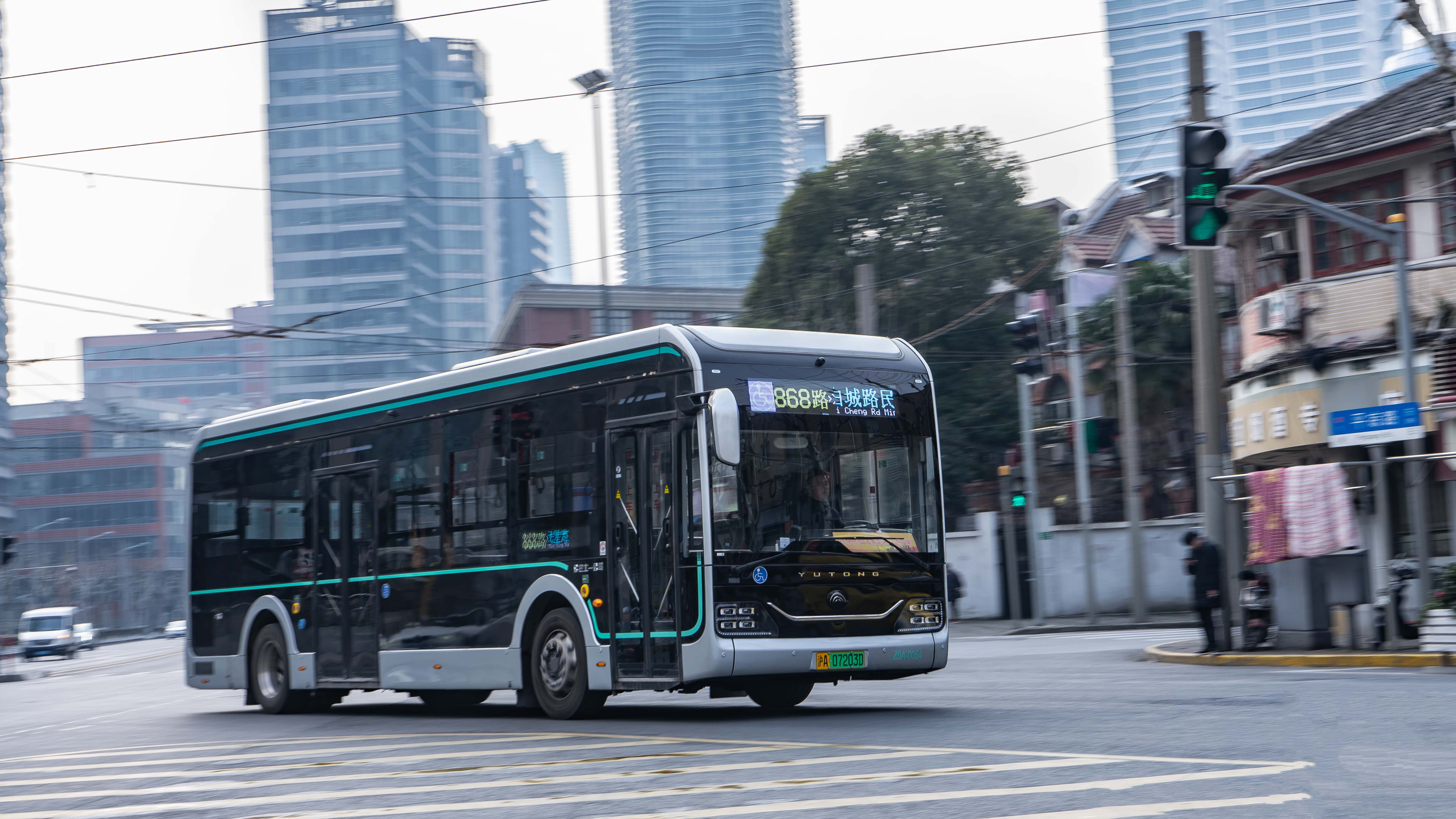
868路于平凉路临潼路交叉口

平凉路是中国上海市跨杨浦区南部及虹口区东南部的主要街道之一，大体为东西走向。该路西起虹口区东南部的临潼路，东至杨浦区东南角的军工路口。全长5700米，宽度介于20米到28.6米之间。
平凉路由上海公共租界工部局修筑于1902年，其西段以荷属东印度首府巴达维亚（今印尼首都雅加达旧名）命名为巴特维亚路（Batavia Road），东段以印度东南部大城马德拉斯命名为麦特拉司路（Madras Road）。1915年，上海公共租界工部局将东区一批中国工人聚居区的道路改用中国城市名称命名，本路即以甘肃省东部城市平凉改名为平凉路。